# Ectemnocarta
Ectemnocarta is een geslacht van halfvleugeligen uit de familie schuimcicaden (Cercopidae). De wetenschappelijke naam van dit geslacht is voor het eerst geldig gepubliceerd in 1939 door Lallemand.

## Soorten
Het geslacht Ectemnocarta  is monotypisch en omvat slechts de volgende soort:
- Ectemnocarta hobbyi Lallemand, 1939